# Duguetia ruboides
Duguetia ruboides là loài thực vật có hoa thuộc họ Na. Loài này được Maas & He mô tả khoa học đầu tiên năm 1999.